# Макаров, Борис Сергеевич
Макаров Борис Сергеевич (12 июля 1932 - 7 марта 1994) — советский военачальник, генерал-майор. Командующий 19-й гвардейской танковой дивизией, заместитель командующего ОдВО и ЮГВ по вооружению.

## Биография
Макаров Борис Сергеевич родился 12 июля 1932 года в селе Дуван (БАССР) в семье прокурора. После окончания школы в 1951 году поступил в Ташкентское высшее танковое командное училище, которое закончил в 1954 году. После окончания училища был направлен в Северо-Кавказский военный округ, где до 1959 года служил в Новочеркасске в 18-й гвардейской тяжелой танковой дивизии на разных должностях (командир роты, командир взвода) . Затем, в 1959 году был переведён в Новороссийск, в 73-ю мотострелковую дивизию, в которой прослужил до 1962 года (заместитель начальника штаба батальона, командир роты).
С 1962 по 1965 годы обучался в Военной академии бронетанковых войск, которую окончил с отличием, после чего до 1971 года служил в военной части академии в Сенеже на должностях командира батальона (1965-1966), начальника штаба (1966-1969), заместителя командира части (1969), командира части (1969-1971).
На командных должностях
- 1971 - 1973 — полковник, заместитель командующего 13-й гвардейской стрелковой дивизией, г. Веспрем.
- 1973 - 1976  — полковник (с 25 апреля 1975 - генерал-майор)[1], командующий 19-й гвардейской танковой дивизией, г. Эстергом.
- 1976 - 1979 — заместитель командующего 14-й гвардейской общевойсковой армией по боевой подготовке, начальник отдела боевой подготовки, г. Кишинёв.
- 1979 - 1980 — заместитель командующего ОдВО по кадрам, начальник управления кадров округа, г. Одесса.
- 1980 - 1982 — заместитель командующего ОдВО по вооружению, начальник вооружения округа.
- 1982 - 1985 — заместитель командующего ЮГВ по вооружению, начальник вооружения Южной Группы Войск, г. Будапешт.

С 1985 года в отставке, проживал в Одессе.

## Семья
- Отец - Макаров Сергей Александрович (1906-1973) — прокурор ряда городов и районов БАССР. В 1950 году исключён из ВКП (б) и репрессирован.
- Трое детей.

## Награды
- Орден Трудового Красного Знамени[2]
- Медаль «В ознаменование 100-летия со дня рождения Владимира Ильича Ленина»
- Юбилейная медаль «40 лет Вооружённых Сил СССР»
- Юбилейная медаль «50 лет Вооружённых Сил СССР»
- Юбилейная медаль «60 лет Вооружённых Сил СССР»
- Юбилейная медаль «70 лет Вооружённых Сил СССР»
- Медаль «За безупречную службу» I степени
- Медаль «За безупречную службу» II степени
- Медаль «За безупречную службу» III степени
- Юбилейная медаль «Двадцать лет Победы в Великой Отечественной войне 1941—1945 гг.»
- Медаль «За заслуги перед Отечеством» I степени (ВНР)
- Медаль «1300 лет Болгарии»[3]
- Медаль «40 лет Халхин-Гольской Победы»
- Медаль «60 лет Вооружённым силам МНР»[4]